# أحوال الثلاث العليا

تعديل مصدري - تعديل

أحوال الثلاث العليا هي إحدى حارات حي الظهار بمدينة إب اليمنية، بلغ تعداد سكانها 2252 نسمة حسب تعداد اليمن لعام 2004.